# Nikita Kacalapov
Nikita Gennad'evič Kacalapov (in russo Никита Геннадьевич Кацалапов?; Mosca, 10 luglio 1991) è un danzatore su ghiaccio russo, vincitore di una medaglia d'oro nella gara a squadre e di un bronzo nella danza su ghiaccio alle Olimpiadi di Soči 2014 in coppia con Elena Il'inych, con cui ha iniziato a gareggiare nel 2008. Appena terminata la stagione olimpica, nel 2014, ha poi formato una nuova coppia insieme a Viktorija Sinicina.

## Biografia
Kacalapov ha iniziato a pattinare cimentandosi nel pattinaggio singolo, ma dopo avere riscontrato dei problemi con alcuni salti è passato alla danza su ghiaccio, unendosi nel 2005 a Elena Il'inych. Ben presto la coppia si è però separata a causa di incomprensioni, e così fino al 2008 Kacalapov ha pattinato insieme ad Angelina Kabysheva.
Nel 2008 Kacalapov e Il'inych sono tornati a gareggiare insieme e durante il loro debutto internazionale juniores, avvenuto in occasione della stagione 2009-10, hanno vinto la medaglia d'argento alla finale del Grand Prix juniores e si sono aggiudicati i campionati mondiali che si sono svolti a L'Aia. L'anno seguente hanno cominciato a gareggiare a livello senior, ottenendo il quarto posto agli europei di Berna 2011 e il settimo posto ai Mondiali di Mosca 2011. Giungono al terzo posto agli Europei di Sheffield 2012, lasciando fuori dal podio la coppia italiana formata da Anna Cappellini e Luca Lanotte per soli tre centesimi di differenza, e dal 2013 al 2014 si laureano per due volte consecutive vicecampioni europei.
Kacalapov e Il'inych hanno disputato le Olimpiadi di Soči 2014 contribuendo alla medaglia d'oro vinta dalla Russia nella gara a squadre. Hanno inoltre vinto pure una medaglia di bronzo nella danza su ghiaccio, dietro i canadesi Tessa Virtue / Scott Moir e gli statunitensi Meryl Davis / Charlie White. Al termine dei Mondiali di Saitama 2014, dove sono rimasti fuori dal podio per meno di un punto, la coppia si è separata e Kacalapov si è poi unito a Viktorija Sinicina.
Kacalapov e Sinicina nel 2019 hanno vinto per la prima volta, nelle loro rispettive carriere, i campionati russi, e hanno inoltre conquistato due medaglie d'argento alla finale Grand Prix e ai Mondiali di Saitama, dove si sono piazzati secondi dietro i francesi Papadakis / Cizeron e davanti gli statunitensi Hubbell / Donohue.
Nel corso dei campionati europei di Graz 2020 la coppia russa riesce a imporsi sul duo Papadakis / Cizeron vincendo la medaglia d'oro, realizzando il nuovo record personale con 220.42 punti che gli vale il primato per quattordici centesimi di differenza, e interrompendo così cinque anni consecutivi di dominio dello stesso duo francese.

## Palmarès

### Con Sinicina
| Internazionali | Internazionali | Internazionali | Internazionali | Internazionali | Internazionali | Internazionali | Internazionali | Internazionali |
| Evento | 2014–15        | 2015–16        | 2016–17        | 2017–18        | 2018–19        | 2019–20        | 2020–21        | 2021–22        |
| --- | -------------- | -------------- | -------------- | -------------- | -------------- | -------------- | -------------- | -------------- |
| Giochi olimpici invernali |                |                |                |                |                |                |                | 2°             |
| Campionati mondiali |                | 9°             |                |                | 2°             | C              | 1°             |                |
| Campionati europei |                | 4°             | 10°            |                | 4°             | 1°             | C              | 1°             |
| GP Final |                |                |                |                | 2°             | 6°             |                | C              |
| GP Cup of China |                |                | 4°             |                |                | 1°             |                |                |
| GP Trophée Eric Bompard |                |                |                |                | 2°             |                |                |                |
| GP NHK Trophy | 7°             |                | 5°             | 4°             |                |                |                | 1°             |
| GP Rostelecom Cup | 4°             | 3°             |                |                |                | 1°             | 1°             | 1°             |
| GP Skate America |                | 2°             |                | 3°             |                |                |                |                |
| GP Skate Canada |                |                |                |                | 2°             |                |                |                |
| CS Denis Ten Memorial |                |                |                |                |                |                |                | R              |
| CS Ice Star |                |                |                | 3°             |                |                |                |                |
| CS Ondrej Nepela Trophy |                |                |                |                | 1°             | 1°             |                |                |
| Shanghai Trophy |                |                |                |                |                | 1°             |                |                |
| Nazionali |                |                |                |                |                |                |                |                |
| Campionati russi | 4°             | 2°             | 3°             | R              | 1°             | 1°             | R              | R              |
| Eventi a squadre |                |                |                |                |                |                |                |                |
| Giochi olimpici invernali |                |                |                |                |                |                |                | 3° S 2° P      |
| World Team Trophy |                |                |                |                | 3° S 2° P      |                | 1° S 1° P      |                |
| TBD = Assegnato; R = Ritirato; C = Evento Cancellato S = Risultato della squadra; P = Risultato personale. Medaglie assegnate solo per il risultato della squadra. |                |                |                |                |                |                |                |                |

### Con Il'inych
| Internazionali                                                                                                | Internazionali | Internazionali | Internazionali | Internazionali | Internazionali | Internazionali |
| Evento | 2008–09        | 2009–10        | 2010–11        | 2011–12        | 2012–13        | 2013–14        |
| --- | -------------- | -------------- | -------------- | -------------- | -------------- | -------------- |
| Giochi olimpici invernali                                                                                     |                |                |                |                |                | 3°             |
| Campionati mondiali                                                                                           |                |                | 7°             | 5°             | 9°             | 4°             |
| Campionati europei                                                                                            |                |                | 4°             | 3°             | 2°             | 2°             |
| GP Final |                |                |                |                | 6°             |                |
| GP Trophée Eric Bompard                                                                                       |                |                |                | 4°             |                | 2°             |
| GP NHK Trophy                                                                                                 |                |                | 4°             | 3°             | 2°             | 4°             |
| GP Rostelecom Cup                                                                                             |                |                | 3°             |                | 2°             |                |
| Crystal Skate                                                                                                 |                |                |                |                | 1°             |                |
| Internazionali: Junior                                                                                        |                |                |                |                |                |                |
| Campionati mondiali                                                                                           |                | 1°             |                |                |                |                |
| JGP Final |                | 2°             |                |                |                |                |
| JGP Ungheria                                                                                                  |                | 1°             |                |                |                |                |
| JGP Polonia                                                                                                   |                | 1°             |                |                |                |                |
| Nazionali |                |                |                |                |                |                |
| Campionati russi                                                                                              |                |                | 3°             | 2°             | 2°             | 2°             |
| Campionati russi junior                                                                                       | 4°             | 2°             |                |                |                |                |
| Eventi a squadre                                                                                              |                |                |                |                |                |                |
| Giochi olimpici invernali                                                                                     |                |                |                |                |                | 1° S 3° P      |
| World Team Trophy                                                                                             |                |                |                | 5° S 5° P      |                |                |
| S = Risultato della squadra; P = Risultato personale; Medaglie assegnate solo per il risultato della squadra. |                |                |                |                |                |                |